# Yesterday Is Time Killed
Yesterday Is Time Killed es el primer álbum de estudio de la banda de Metalcore Eighteen Visions. También fue su último lanzamiento a través de una disquera independiente. La última canción no titulada se encuentra dividida en ocho partes. El disco incluye samples de El Abogado del Diablo (1997) en la introducción a "Raping, Laughing, Tasting, Temptation" y de Drácula, de Bram Stoker (1992) en "Death With a Kiss", así como de El Cuervo (1994) en el track n° 15.
Es a partir de este lanzamiento que la banda comienza a experimentar con pedales para aumentar la ferocidad de su sonido, aunque éste es mucho más básico y primitivo que el de su segundo álbum, tanto en la ejecución como en la producción del mismo.

## Lista de temas
1. "The Psychotic Thought that Satan Gave Jesus" (4:08)
2. "Raping, Laughing, Tasting, Temptation" (4:30)
3. "Dead Rose" (5:09)
4. "Untitled" (0:06)
5. "The Art of Lust" (3:54)
6. "An Old Wyoming Song" (4:02)
7. "Whore for the Sacred" (5:26)
8. "Death With a Kiss" (6:04)
9. "Overdose" (5:05)
10. "Five 'O Six A.M. Three/Fifteen" (4:45)
11. "Untitled" (0:30)
12. "Untitled" (0:24)
13. "Untitled" (0:30)
14. "Untitled" (0:27)
15. "Untitled" (0:29)
16. "Untitled" (1:02)
17. "Untitled" (1:17)
18. "Untitled" (2:01)

- Datos: Q8052978